# マサリコス

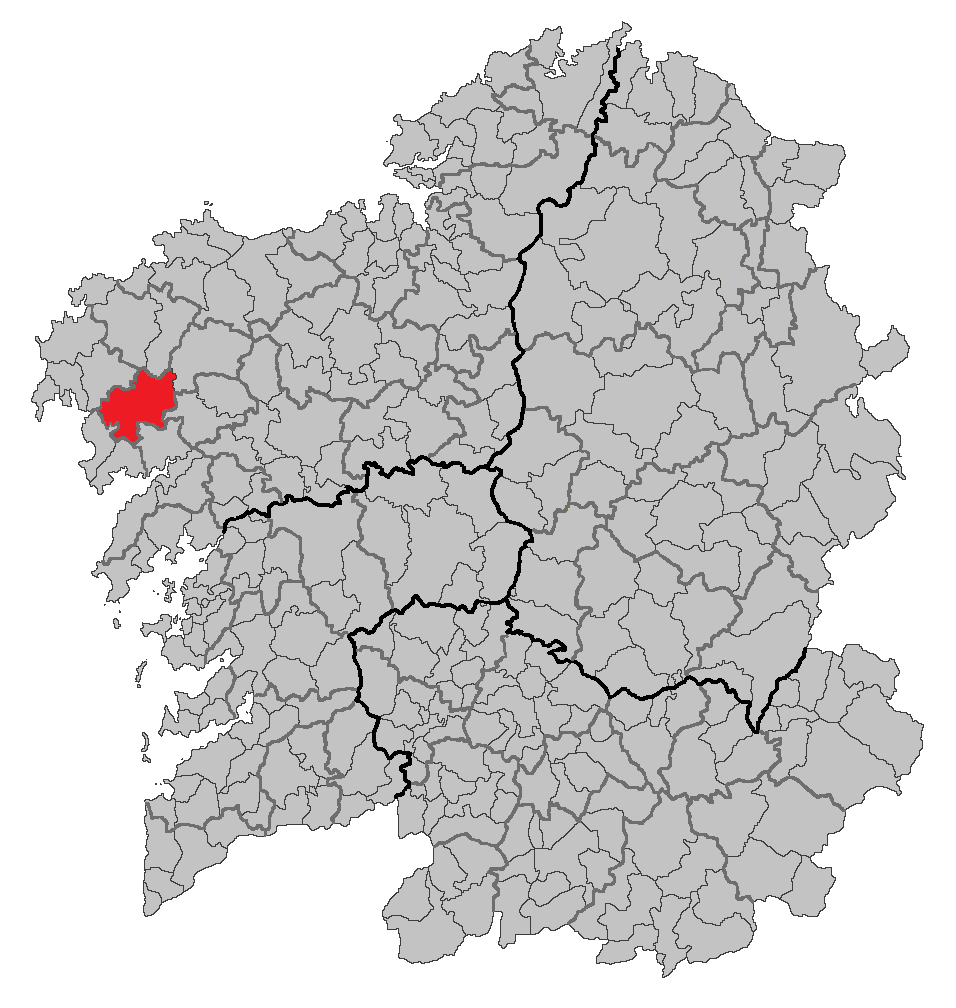

マサリコス（Mazaricos）はスペイン、ガリシア州、ア・コルーニャ県の自治体。サンタ・コンバとコマルカ・ド・シャージャスを構成する。ガリシア統計局によると2013年の人口は4,141人（2011年：4,720人、2010年：4,854人、2009年：4,939人、2008年：5,050人、2007年：5,179人、2006年：5,329人、2005年：5,488人、2004年：5,639人、2003年：5,787人）。住民呼称はmazaricán/-cá。
ガリシア語話者の自治体人口に占める割合は99.45％（2001年）。

## 地理
マサリコスはア・コルーニャ県の西部に位置し、コマルカ・ド・シャージャスに属する。北はドゥンブリーア、ビミアンソ（フェルベンサ湖を隔てて）、サスと、東はサンタ・コンバ、ネグレイラと、南はオウテス、ムーロスと、西はカルノータの各自治体と隣接、自治体中心地区はマサリコス教区のア・ピコータ地区。
マサリコスはムーロス司法管轄区に属する

### 人口
住民は12の教区の96の地区（集落）に居住する。
| マサリコスの人口推移 1900－2010                         |
|                                                         |
| 出典:INE（スペイン国立統計局）1900年 - 1991年、1996年 - |

## 歴史
この地域では多くの巨石建造物が発見されており、もっとも古い記録では、9世紀にはすでに言及されている。

## 政治
自治体首長はガリシア国民党（PPdeG）のホセ・マヌエル・サントス・マネイロ（José Manuel Santos Maneiro）、自治体評議員はガリシア国民党:6、ガリシア民族主義ブロック（BNG）:3、PIMAZ（Partido Independiente de Mazaricos）:2となっている（2011年5月22日自治体選挙結果、得票順）。  
| 1999年6月13日自治体選挙 |        |        |          |
| 政党                    | 得票数 | 得票率 | 獲得議席 |
| PPdeG                   | 2,123  | 61.66% | 8        |
| BNG                     | 1,001  | 29.07% | 4        |
| PSdeG-PSOE              | 309    | 8.97%  | 1        |

首長当選者：ホセ・マヌエル・サントス・マネイロ（PPdeG）
| 2003年5月25日自治体選挙 |        |        |          |
| 政党                    | 得票数 | 得票率 | 獲得議席 |
| PPdeG                   | 2,088  | 61.07% | 9        |
| BNG                     | 898    | 26.26% | 3        |
| PSdeG-PSOE              | 419    | 12.26% | 1        |

首長当選者：ホセ・マヌエル・サントス・マネイロ（PPdeG）
| 2007年5月27日自治体選挙 |        |        |          |
| 政党                    | 得票数 | 得票率 | 獲得議席 |
| PPdeG                   | 1,919  | 58.10% | 8        |
| BNG                     | 999    | 30.25% | 4        |
| PSdeG-PSOE              | 369    | 11.17% | 1        |

首長当選者：ホセ・マヌエル・サントス・マネイロ（PPdeG）
| 2011年5月22日の自治体選挙 |        |        |          |
| 政党                      | 得票数 | 得票率 | 獲得議席 |
| PPdeG                     | 1,544  | 47.12% | 6        |
| BNG                       | 824    | 25.14% | 3        |
| PIMAZ                     | 742    | 22.64% | 2        |
| PSdeG-PSOE                | 156    | 4.76%  | 0        |

首長当選者：ホセ・マヌエル・サントス・マネイロ（PPdeG）

## 経済
およそ半分の住民が自給自足のために狭小な土地で農業、および牧畜業に従事している。特に牧畜は重要な産業である。1978年、1979年、2006年の山火事で面積が縮小してしまったが、松、ユーカリ等が生い茂った広大な森林がある。

## 教区
マサリコスは12の教区に分けられる。太字は自治体中心地区のある教区。 
- アルボレス（サン・マメーデ）
- アンテス（サン・コスメ）
- アルコス（サンティアーゴ）
- ベーバ（サン・シアン）
- チャシン（サンタ・バイア）
- コイロ（サンタ・マリーア）
- コルンス（サン・サルバドール）
- コルソン（サン・クリストーボ）
- アス・マローニャス（サンタ・マリーニャ）
- マサリコス（サン・ショアン）
- サン・フィンス・デ・エイロン（サン・フィンス）
- オス・バオス（サン・トメ）